# Andrew Mitchell
Andrew Mitchell (Dunfermline, 1º ottobre 1757 – Bermuda, 26 febbraio 1806) è stato un ammiraglio britannico, che fu protagonista del tentativo di Invasione anglo-russa dell'Olanda e della conseguente resa della flotta olandese nella rada di Vlieter.

## Biografia

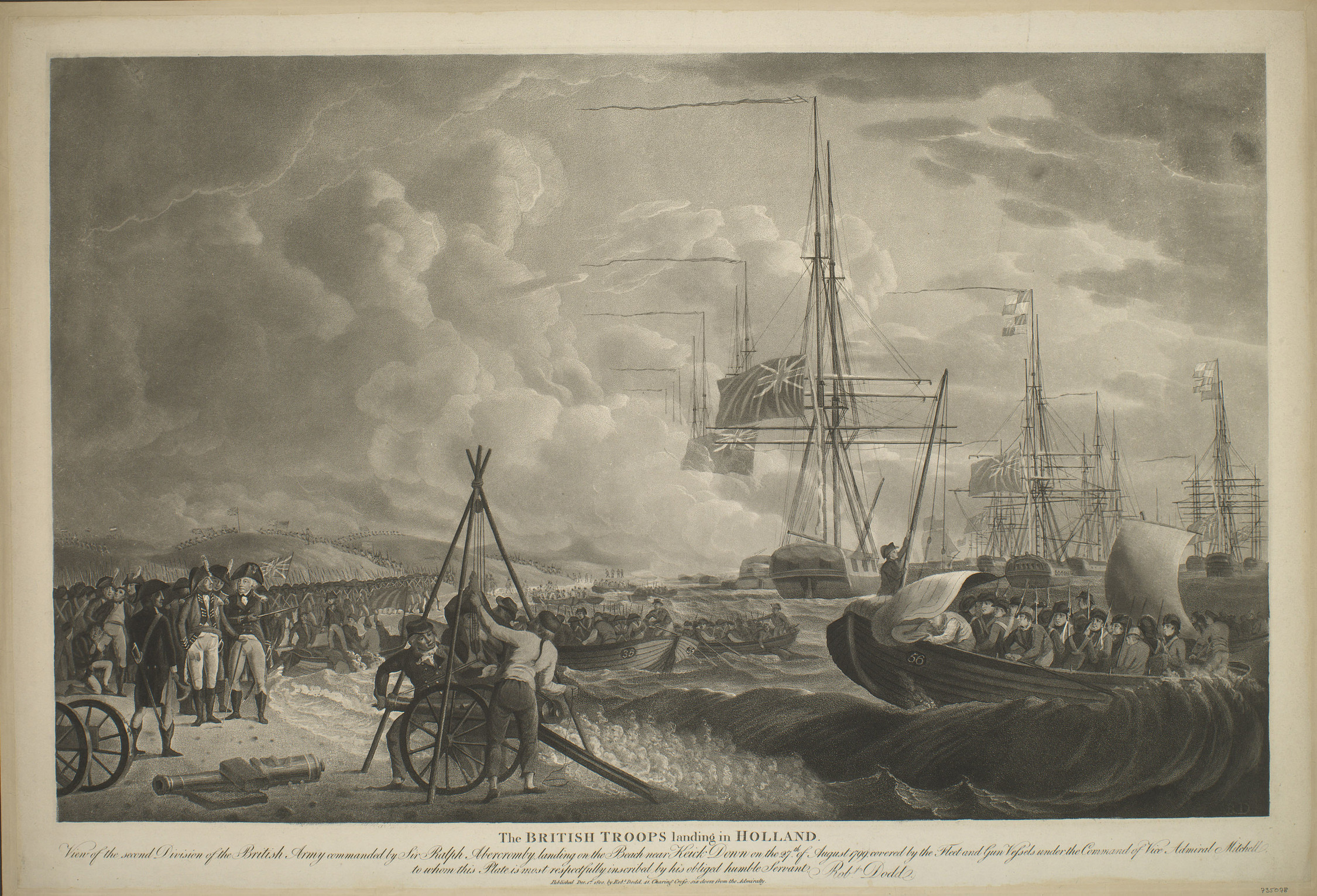
Sbarco delle truppe britanniche a Callantsoog durante il tentativo di invasione anglo-russo dei Paesi Bassi.

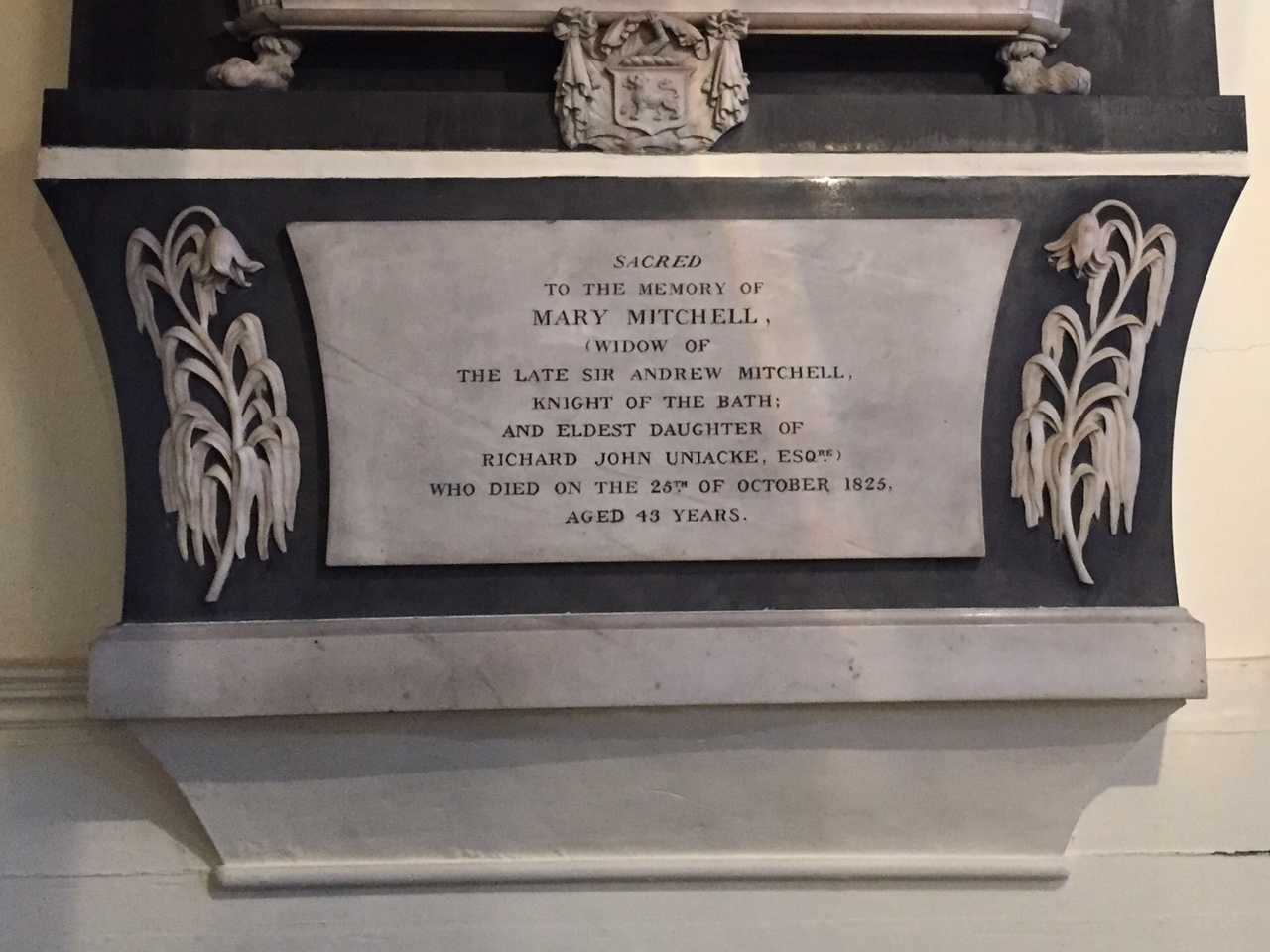
Tomba di Mary Mitchell presso la Chiesa di San Paolo, Halifax, Nova Scozia.

Nacque a Dunfermline, Scozia, secondo figlio di Charles Mitchell di Baldridge e di Margaret Forbes. Dopo aver frequentato la High School di Edimburgo, nel 1771 si arruolò nella Royal Navy come guardiamarina a bordo della corvetta Deal Castle, capitano Maximilian Jacobs, e poi prestò servizio su una serie di altre navi. Salpò per le Indie Orientali con il commodoro Sir Edward Vernon a bordo del vascello da 60 cannoni Rippon nel 1776, e l'11 ottobre 1777 fu promosso tenente sulla fregata da 28 cannoni Coventry, capitano Benjamin Marlow, con la quale partecipò all'azione contro i francesi al largo di Pondicherry il 10 agosto 1778. Fu nominato comandante della Coventry il 25 ottobre dopo che il capitano Marlow si trasferì sulla nave ammiraglia Rippon, sebbene nel 1781 a causa di una temporanea incapacità cedette il comando interinale a John Sutton.
Riassunto il comando della Coventry il 12 agosto 1782 condusse un duro combattimento di due ore e mezzo contro la fregata francese da 32 cannoni Bellone, capitano de Piervert, al largo di Friars Hood, Ceylon, che si concluse con un nulla di fatto sebbene de Pievert rimase ucciso e il Coventry ebbe quindici morti e ventinove feriti. Portò informazioni su dove si trovava la flotta francese al viceammiraglio Sir Edward Hughes e di conseguenza fu presente alla battaglia di Trincomalee il 3 settembre prima di trasferirsi al vascello da 74 cannoni Sultan comandandolo nella battaglia di Cuddalore il 20 luglio 1783 dove perse quattro uomini uccisi e venti rimasero feriti.
Alzando la sua insegna sul Defence da 74 cannoni, capitano Christopher Halliday, rimase nelle Indie Orientali come commodoro e comandante in capo dopo che Hughes rientrò in Gran Bretagna e il vice-ammiraglio John Byron rifiutò di sostituirlo. Ritornò a casa nel dicembre 1785 dopo un'assenza di dieci anni, ma la fortuna guadagnata nelle Indie Orientali andò presto persa a causa del fallimento del suo agente che la sperperò in un tentativo di elezione in una circoscrizione elettorale parlamentare scozzese.
Durante la mobilitazione contro la Spagna del 1790 fu al comandò dello Asia, ma dopo averlo rimessa in servizio nel mese di giugno rimase senza comando, cosa che si protrasse nel corso dei primi anni delle guerre rivoluzionarie francesi. Nel febbraio 1795 gli fu assegnato il comando del vascello da 90 cannoni Impregnable, prestando servizio nella Channel Fleet.
Fu promosso contrammiraglio del blu il 1º giugno di quell'anno, contrammiraglio del bianco il 20 febbraio 1797, e viceammiraglio del blu il 14 febbraio 1799, ma rimase comunque senza comando finché non gli fu assegnato quello dell'ancoraggio del Nore nell'aprile 1799, con la sua bandiera alzato a bordo dello Zealand, capitano Thomas Parr. Mantenne questo incarico solo per quattro mesi prima di essere posto al comando della forza navale della spedizione anglo-russa in Olanda sotto il comando generale dell'ammiraglio Adam Duncan dal 21 agosto 1799. La sua insegna fu issata a bordo del vascello Isis, capitano James Oughton, trasferendola sulla fregata Babet quando dovette spostarsi verso la costa. Il 30 agosto ricevette la resa della flotta olandese, al comando del contrammiraglio  Samuel Story, che si era ammutinata contro i suoi ufficiali. La spedizione fallì a causa delle resistenza olandese e l'esercito del Duca di York fu costretto a ritirarsi. Egli ricevette un elogio per aver tenuto unita la sua flotta in condizioni meteorologiche avverse, ma insieme al Duca di York ottenne poco altro, e il generale Sir Ralph Abercromby lo criticò duramente per non aver fatto altro che assumere il controllo della flotta olandese. Il 9 gennaio 1800 fu fatto Cavaliere dell'Ordine del Bagno da re Giorgio III e ricevette i ringraziamenti del Parlamento e dalla Città di Londra una spada da cento ghinee per i suoi risultati nei Paesi Bassi.
Dal maggio 1800 prestò servizio nella flotta della Manica sotto l'ammiraglio Conte di St. Vincent e poi sotto l'ammiraglio William Cornwallis, alzando la sua insegna sul vascello da 98 cannoni Windsor Castle, capitano James Oughton. Nel novembre 1801 salpò per la baia di Bantry, da dove gli fu ordinato di portare la sua squadra nelle Indie occidentali. Il 1 gennaio 1801 fu nominato viceammiraglio del bianco.
Il 29 aprile 1802 scoppiò un ammutinamento a bordo del vascello Temeraire, nave di bandiera del contrammiraglio George Campbell. Fu presidente della corte marziale che, a bordo del Gladiator giudicò gli ammutinati a Spithead e furono condannati a morte e giustiziati per impiccagione 12 uomini, mentre due ricevettero 200 frustate e 7 l'ergastolo. Il 22 gennaio 1802 fu anche presidente della corte marziale contro il capitano Sir Edward Hamilton che dichiarò quell'ufficiale colpevole di un atto di crudeltà.
Nella primavera del 1802 fu nominato comandante in capo della stazione navale del Nord America, prendendo il mare sulla fregata Cambrian, capitano William Bradley, per raggiungere le Bermuda il 20 luglio e Halifax il 1º agosto. Nel mese di dicembre trasferì la sua insegna sul Leander, capitano James Oughton. Successivamente trascorse le estati ad Halifax e gli inverni alle Bermuda mentre la Leander prestò servizio in mare sotto diversi capitani. Il 23 aprile 1804 fu nominato viceammiraglio del rosso.
Il 9 novembre 1805 fu promosso ammiraglio del blu e, colpito da una malattia, si spense a Bermuda il 26 febbraio 1806, venendo sepolto sull'isola.

### Vita privata
Il 1º gennaio 1785 aveva sposato Anne Stackhouse di Bombay che morì alle Bermuda nel 1803, avendo dato alla luce tre figli, Charles, Nathaniel e Andrew, i quali morirono tutti come capitani della marina. Si sposò per la seconda volta il 3 maggio 1805 con Mary Uniacke di Halifax, Nuova Scozia, e la loro figlia sposò un capitano di marina, William Hargreaves Molyneux.
Mitchell era visto come un ufficiale umano e un gentiluomo, anche se St. Vincent lo chiamava sarcasticamente un centurione dalla testa di toro. Era un amante appassionato della musica e teneva concerti nella sua cabina. Era anche molto legato ai suoi ufficiali.

### Fonti
1. 1 2 3 4 5 6 7 8 9 10 11  Morethannelson.
2. 1 2 3 4 5 6  Lee 1894, p. 64.
3. 1 2 3 4 5 6 7 8 9 10 11  Threedecks.
4. 1 2 3 4 5 6  Lee 1894, p. 65.
5. ↑  Chambers 1844, p. 306.
6. ↑  (EN) The London Gazette (PDF), n. 15174, 3 September 1799.
7. ↑  (EN) The London Gazette (PDF), n. 15220, 7 January 1800.
8. ↑  Chambers 1844, pp. 306-307.
9. ↑  Chambers 1844, p. 307.